# Alfred Radke
Alfred Radke (* 9. Oktober 1934 in Berlin; † 5. Februar 2023) war ein deutscher Sportschütze.

## Werdegang
Alfred Radke stammt aus Berlin. Nach der Schule erlernte er zunächst den Beruf eines Tischlers. Nachdem er als Jugendlicher mehrere Sportarten ausprobiert hatte, entschied er sich, nachdem er in den Berliner Polizeidienst eingetreten war, für den Schießsport. Bei der Wahl der Disziplinen innerhalb des Schießsportes wählte er die Schnellfeuerpistole. Seine Leistungen mit dieser Waffe, mit der sowohl Wettkämpfe im Einzel als auch in der Mannschaft schoss, führten dazu, dass er bald in internationalen Wettbewerben eingesetzt wurde. Bei den Weltmeisterschaften in Thun 1974 im Schießen mit der Schnellfeuerpistole erreichte er bei 50 Schuss über 25 Meter den ersten Platz und wurde so Weltmeister in dieser Disziplin und Gewinner der Goldmedaille.
Bei denselben Weltmeisterschaften in Thun kämpfte er in der gleichen Disziplin auch in der Mannschaft mit und wurde dabei in der Besetzung Radke, Werner Beier und Helmut Seeger ebenfalls Weltmeister.
Bei den Weltmeisterschaften 1982 in Caracas erkämpfte er sich im Einzel noch einmal eine Bronzemedaille. Schließlich wurde er bei den Olympischen Spielen 1984 mit 590 Zählern Sechster.
Für seine sportlichen Leistungen wurde er von Bundespräsident Walter Scheel mit dem Silbernen Lorbeerblatt ausgezeichnet.